# 太陽アーク
太陽アーク(たいようアーク、heliac arc)とは、大気光学現象の1つで、地平線下の2点から斜めに延びて太陽のところで交差し、円を描きながら天頂付近を通るアーク（光の帯）。
地面と平行な状態で浮遊している六角柱形の氷晶を、太陽光が通過しながら反射・屈折して起こる。
幻日環や環天頂アーク（カーンアーク）あるいは地平線とは平行ではないことから、これらと区別できる。内暈や外暈を横切るように伸びる。映日アークが出ている場合、映日アークと太陽アークは天球上においてほぼ平行になる。